# 小花紫薇
小花紫薇（学名：Lagerstroemia micrantha）为千屈菜科紫薇属下的一个种。

## 扩展阅读
- 維基物種上的相關：小花紫薇